# Parque Walt Disney
El Parque Walt Disney en Guadalajara es un espacio recreativo ubicado en la colonia Olímpica de la ciudad. Aunque comparte el nombre de Walt Disney, el famoso creador de la compañía Disney, no tiene una temática directa relacionada con los parques de atracciones de Disney. Este parque en Guadalajara está diseñado para proporcionar instalaciones deportivas, áreas de juego para niños y espacios para la comunidad local.

## Historia
Visita de Walt Disney a Guadalajara:
Walt Disney visitó Guadalajara en algún momento antes de su fallecimiento. Durante su estancia, se documentó que visitó el Museo de la Artesanía en el Parque Agua Azul, Tlaquepaque, y el Hospicio Cabañas.
La Conmoción de Disney ante el Hospicio Cabañas:
Se dice que Walt Disney se conmovió profundamente al visitar el Hospicio Cabañas, que en esa época era un hospicio para niños sin hogar. Al parecer, esta experiencia lo llevó a considerar la producción de una película que abordara el tema, con la intención de destinar parte de los ingresos a apoyar el hospicio.
Proyecto Truncado por Enfermedad:
A pesar de la intención inicial de Walt Disney de realizar este proyecto benéfico, su vida fue truncada por el cáncer antes de que pudiera llevarlo a cabo. La idea de producir una película para recaudar fondos para el Hospicio Cabañas no se materializó debido a su enfermedad.
Homenaje en Guadalajara:
En memoria de la visita de Walt Disney a Guadalajara y como un tributo a su legado, se creó el Parque Walt Disney en la colonia Olímpica de la ciudad. Este parque lleva el nombre del creador de Disney como un recordatorio de su influencia y como un espacio comunitario para la recreación y el juego.
El Parque Walt Disney en Guadalajara se ha convertido en un lugar donde la comunidad puede disfrutar de instalaciones deportivas y áreas de juego para niños, llevando consigo el nombre de una figura icónica que dejó su huella en el mundo del entretenimiento.